# Cuciulat, Sălaj
Cuciulat este un sat în comuna Letca din județul Sălaj, Transilvania, România.

## Istoric

Pictura rupestră din peştera Cuciulat reprezentând un cal.

În 1979, aici s-au descoperit, într-o peșteră deschisă în cariera de calcar, câteva picturi rupestre ce datează de la sfârșitul perioadei paleoliticului superior (12.000 de ani în urmă) și de la începutul mezoliticului, reprezentând un cal, o felină, o figură umană, silueta unei păsări și care se înscriu printre cele mai vechi picturi ale genului din Europa centrală și de sud-est. (Asemenea vestigii sunt mai des întâlnite în peșteri din vestul Europei (Franța, Spania) și din Munții Urali.)
Prima și ultima cercetare amănunțită a picturilor rupestre a avut loc în 1979. Accesul în Peștera Cuciulat a fost blocat cu un grilaj în anii 1983-1984. Ulterior frontul fostei cariere de calcar din zonă s-a prăbușit, ascunzând ochiului intrarea în peșteră. În acest context nu se cunoaște starea picturilor rupestre.